# Rancourt (Somme)
Rancourt é uma comuna francesa na região administrativa de Altos da França, no departamento de Somme. Estende-se por uma área de 2,91 km². Em 2010 a comuna tinha 192 habitantes (densidade: 66 hab./km²).